# Олтън
Олтън (на английски: Alton, звуков файл и буквени символи за произношение ) е град в Южна Англия, графство Хампшър. Намира се на 75 km югозападно от центъра на Лондон. Известен е с отглеждането на хмел. Населението му е около 17 000 души.

## Личности, починали в Олтън
- Бърнард Монтгомъри (1887 – 1976).

## Побратимени градове
- Петрюи, Франция